# Adem Čejvan
Adem Čejvan (né le 2 mars 1927 à Banja Luka - mort le 5 novembre 1989 à Ljubljana) est un acteur yougoslave qui a joué principalement dans des films ou des séries à caractère national.

## Filmographie

### Films
- Veliki talenat (1984)
- Idi mi, dođi mi (1983)
- Pismo - Glava (1983)
- Hoću živjeti (1982)
- Široko je lišće (1981)
- Osvajanje slobode (1979)
- Skica za sliku vremena (1979)
- Ljubav i bijes (1978)
- Pucanj u šljiviku preko rijeke (1978)
- 67. sastanak Skupštine Kneževine Srbije (1977)
- Frontaš (1976)
- Spiritisti (1976)
- Sve što je bilo lijepo (1976)
- Seljačka buna 1573 (1975)
- Poznajete li Pavla Plesa? (1975)
- Velebitske saonice ili tri švalera i jedna djevojka (1975)
- Pijetao nije zapjevao (1974)
- Polenov prah (1974)
- Lica (1972)
- Lov na jelene (1972)
- Slike iz života udarnika (1972)
- Zvijezde su oči ratnika (1972)
- Dan duži od godine (1971)
- Ovčar (1971)
- Lisice (1970)
- Družba Pere Kvržice (1970)
- Omer i Merima (1970)
- Sedam pisara (1970)
- To (1969)
- Vražiji otok (1956)

### Séries TV
- Bolji život (1987)
- Vuk Karadžić (1987)
- Nepokoreni grad (1981)
- Osma ofanziva (1979)
- Povratak otpisanih (1976)
- Đavolje merdevine (1975)
- Kuda idu divlje svinje (1971)